# Evermannella indica
Evermannella indica is een straalvinnige vissensoort uit de familie van sabeltandvissen (Evermannellidae). De wetenschappelijke naam van de soort is voor het eerst geldig gepubliceerd in 1906 door Brauer.